# Unia
Unia ("Sonhos" em finlandês) é o quinto álbum de estúdio da banda Finlandesa de power metal Sonata Arctica, lançado no dia 25 de maio de 2007. Foi o último álbum com a participação do guitarrista Jani Liimatainen, que foi substituído após o lançamento por Elias Viljanen.

## Sonoridade e temática
| Críticas profissionais | Críticas profissionais |
| Avaliações da crítica  | Avaliações da crítica  |
| Fonte                  | Avaliação              |
| ---------------------- | ---------------------- |
| Allmusic               | [ 2 ]                  |

Unia é considerado mais sombrio que trabalhos anteriores. O vocalista e principal compositor Tony Kakko confessou que lançar Unia logo após Reckoning Night "foi provavelmente um choque para muitas pessoas". Ele também o descreveu  como "uma experiência libertadora. A partir dele nós lentamente tomamos uma direção diferente". Além disso, ele também disse que naquela altura, o grupo se sentia "em uma espécie de poço" e queriam algo diferente. Tony até afirmou que Unia é um dos álbuns mais pessoais dele, e que teria sido melhor lançar um álbum solo, mas isso não foi feito por falta de tempo e possibilidade.
O baterista e fundador Tommy Portimo disse que Unia "trouxe muitas coisas boas" e que banda precisava dessa "pequena chacoalhada". Contudo, ele sentiu que o álbum foi "bem natural", mesmo percebendo que era distante do que haviam feito antes."
A faixa "Caleb" continua a chamada saga Caleb, que começou em Silence ("The End of This Chapter"), continuou em Reckoning Night ("Don't Say a Word") e prosseguiria em The Days of Grays ("Juliet"); The Ninth Hour ("Till Death's Done Us Apart") e Talviyö ("The Last of the Lambs").
O guitarrista Jani Liimatainen o considera seu álbum menos favorito dentre os que gravou com a banda, chamando-o de "experimental demais para meu gosto".

## Faixas
Todas as faixas escritas por Tony Kakko e arranjadas por Sonata Arctica.
1. "In Black and White" − 5:03
2. "Paid in Full" − 4:24
3. "For the Sake of Revenge" − 3:23
4. "It Won't Fade" − 5:58
5. "Under Your Tree" − 5:14
6. "Caleb" − 6:16
7. "The Vice" − 4:08
8. "My Dream's but a Drop of Fuel for a Nightmare" − 6:13
9. "The Harvest" − 4:18
10. "To Create a Warlike Feel" − 5:03 (faixa bônus da versão europeia e finlandesa da edição Double-Vinyl e Nuclear Blast Mailorder)
11. "The Worlds Forgotten, the Words Forbidden" − 2:57
12. "Fly with the Black Swan" − 5:08
13. "Good Enough Is Good Enough" − 5:32
14. "They Follow" − 4:50 (faixa bônus exclusiva da versão japonesa)
15. "Out in the Fields" (cover de Gary Moore; faixa bônus da versão japonesa e norte-americana da edição Double-Vinyl e Nuclear Blast Mailorder) − 4:06
16. "My Dream's but a Drop of Fuel for a Nightmare - Instrumental" − 7:11 (faixa bônus exclusiva da versão japonesa)

## Paradas
| Parada (2007)                         | Maior colocação |
| ------------------------------------- | --------------- |
| Áustria (Ö3 Austria Top 40)           | 62              |
| Finlândia (Suomen virallinen lista)   | 1               |
| França (SNEP)                         | 101             |
| Alemanha (Offizielle Deutsche Charts) | 35              |
| Japão (Oricon)                        | 23              |
| Suécia (Sverigetopplistan)            | 27              |
| Suíça (Schweizer Hitparade)           | 40              |

## Créditos
Conforme site oficial da banda:

### Sonata Arctica
- Tony Kakko − vocais, teclados adicionais
- Jani Liimatainen − guitarras, violões em "The Worlds Forgotten, the Words Forbidden" e "They Follow"
- Tommy Portimo − bateria
- Marko Paasikoski − baixo
- Henrik Klingenberg − teclados, órgão Hammond

### Músicos convidados
- Celestina Choir em "In Black and White", "Under Your Tree", "To Create a Warlike Feel" e "Caleb", regido por Tarja Vanhala.
- Peter Engberg - Violões, Bouzouki, Chromaharp, cavaquinho e Q-chord em "They Follow", "Under Your Tree", "The Harvest", "It Won't Fade" e "Fly With the Black Swan".
- Jarkko Martikainen - vocais em finlandês em "To Create a Warlike Feel"
- Milla V - Voz feminina em "Caleb"
- Starbuck - Vocais e vocais de apoio em "Caleb" e "In Black and White"
- Cordas em "Good Enough is Good Enough".
  - Tuomas Airola − Violoncelo
  - Elar Kuiv − Violino
  - Kati Niemelä − Violino e Viola
  - Anna-Leena Kangas − Viola
  - Oskari Hannula − Contrabaixo
  - Arranjado e regido por Tuomas Airola.

### Pessoal técnico
- Tony Kakko & Sonata Arctica - produção
- Mikko Karmila - mixagem
- Björn Engelmann - mastrização
- Inferi Art / Janne & Gina Pitkänen - ilustração do álbum e fotos da banda